# Dyavapatna, Channapatna
Dyavapatna là một làng thuộc tehsil Channapatna, huyện Ramanagara, bang Karnataka, Ấn Độ.